# Don Cuco El Guapo
Don Cuco El Guapo es un robot pianista diseñado y construido en el Departamento de Microelectrónica del Instituto de Ciencias (ICUAP) de la Benemérita Universidad Autónoma de Puebla (BUAP), [México] en agosto de 1992.
El Exterior del robot fue diseñado por la escultora [Gloria Érika Weimer] y está hecho de [resina poliéster] cuyo acabado transparente permite ver su sistema circulatorio. Este constituye la estructura interna y se construyó de hierro y aluminio.
Su cuerpo mide 1.90 metros de altura y pesa 120 kg. El robot tiene 26 grados de movilidad y está provisto de cámaras para los ojos. Don Cuco es capaz de leer [partituras] musicales y ejecutar la música en un [piano]. Para llevar a cabo dichas tareas requiere de la aplicación de grabado de cuadros (fram grabbing), procesamiento de imagen, reconocimiento de patrones e interpretación del análisis de la escena. El equipo de diseño consistió en un grupo de investigadores y estudiantes de la BUAP dirigidos por Alejandro Pedroza Meléndez, Los Investigadores Javier Méndez Mendoza, Ignacio Becerra Ponce de León, Hector Simon Vargas Martínez, Jorge Sánchez Chantres, Eduardo Oceja Nañes, Daniel It Salgado, provenientes de distintas disciplinas: [Electrónicos], [Computólogos], [Mecánicos], [Físicos], [Músicos], y [Escultores], quienes trabajaron durante 20 horas diarias a lo largo de 6 meses para completar el proyecto. El financiamiento fue otorgado por el Consejo Nacional de Ciencia y Tecnología de México (Conacyt), el [Gobierno del estado de Puebla], y la [Benemérita Universidad Autónoma de Puebla].
El cerebro del robot está basado en el microprocesador ILA 9200 diseñado en 1985 por científicos e ingenieros de Argentina, Brasil, Colombia, España y México.
La unidad lógica algorítmica (ALU por sus siglas en inglés, de arithmetic logic unit) fue diseñada en el departamento de microelectrónica de la [BUAP], Por Alberto Mendoza Hernández y Javier Méndez Mendoza.
El robot se ha presentado en México, España y América Latina ante millones de personas. La idea de su construcción fue como una aplicación del procesador ILA 9200 para la Exposición Universal de Sevilla (1992)
Entre los libros donde se menciona a este robot están: 
- El libro gratuito de geografía de sexto año de primaria de México.
- Crónicas de Don Cuco el Guapo.
- Don Cuco habla a los niños.

Y aparece en los libros de español de Primaria y Secundaria de México.